# Liste von Bergwerken in Koblenz

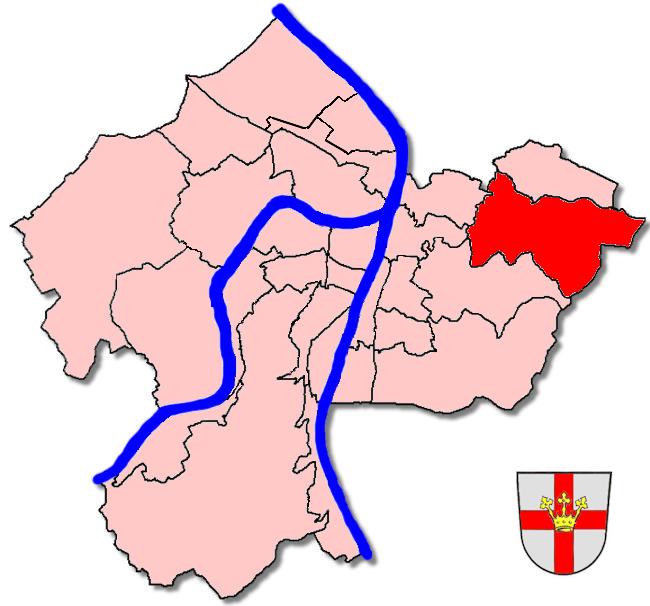
Stadtteilkarte Koblenz (markiert ist Arenberg)

Die Liste von Bergwerken in Koblenz umfasst Bergwerke in der kreisfreien Stadt Koblenz, Rheinland-Pfalz.
| Name       | Ort      | Revier | Beginn  | Ende       | Bodenschatz  | Anmerkungen | Lage | Bild |
| ---------- | -------- | ------ | ------- | ---------- | ------------ | --- | ---- | ---- |
| Bergsegen  | Arenberg | Wied   |         |            | Blei, Silber | 3 Stollen |      |      |
| Mühlenbach | Arenberg | Wied   | 18. Jh. | 1960-05-30 | Blei, Silber | Betriebsperioden: 18. Jh., 1842–1911, 1934–45, 1947–60; Helenen-Stollen, 1945 Nieverner Stollen (Fachbacher Stollen) heute Trinkwassergewinnung; Schächte: Hermann, Heinrich, Oscar, 2 Blindschächte; bis zu 250 Betriebsmitarbeiter | Lage |      |